# Svazek měst a obcí Kraslicka
Svazek měst a obcí Kraslicka je dobrovolný svazek obcí v okresu Sokolov, jeho sídlem jsou Kraslice a jeho cílem je předmětem činnosti Svazku je především: koordinace rozvoje cestovního ruchu na území obcí Svazku, koordinace přeshraniční spolupráce obcí, zajišťování skládkování tuhého domovního odpadu, správa vodovodní a kanalizační sítě, společná dohoda o hrazení systémů veřejné dopravy k zajištění dopravní obslužnosti daného území, společné pořádání kulturních akcí. Sdružuje celkem 9 obcí a byl založen v roce 2002.

## Obce sdružené v mikroregionu
- Bublava
- Dolní Nivy
- Jindřichovice
- Josefov
- Kraslice
- Oloví
- Přebuz
- Rotava
- Stříbrná